# Sanskriet
Het Sanskriet (Devanagari: संस्कृतम् ; Sanskriet: Saṃskṛtam, / säⁿskr̩t̪əm /, < sam, samen + kṛta, gemaakt) of Oudindisch is een Indo-Arische taal en de heilige schrijftaal voor het hindoeïsme, boeddhisme en jaïnisme. Door de verspreiding van deze religies werd het de lingua franca van de oudheid en middeleeuwen in Zuid-, Zuidoost- en delen van Centraal-Azië.
Sanskriet is de taal van de grote klassieke literatuur van het Indiase subcontinent, waar het nog steeds door een aantal brahmanenfamilies en bepaalde hindoeïstische sekten wordt gebruikt. Het is dan ook niet zozeer een volkstaal, maar wel een heilige taal die nog door sommige gelovigen wordt gesproken.

## Etymologie
De naam Sanskriet is relatief recent en is afgeleid van saṃskṛtam, waarin sams "samengesteld, volmaakt" betekent en kṛta "gemaakt". De eerste m heeft in het Devanagari een bovenpunt (anusvāra, nasale klank), in de transcriptie weergegeven door een m met onderpunt, en de r met onderpunt wordt uitgesproken als /rie/ of /roe/. De a's hebben geen lengteteken en worden dus kort uitgesproken. Gedurende eeuwen werd de taal aangeduid met vāc of śabda, woord, taal en werd beschouwd als de enig mogelijke taal. Bepaalde metaforen zoals gīrvāṇabhāṣā taal der goden duiden wel op het uitzonderlijk verheven en religieus karakter.

## Geschiedenis
Het Sanskriet behoort tot de Indische of Indo-Arische talen die onderdeel zijn van de Indo-Iraanse talen en Indo-Europese talen. Het heeft in sterke mate de talen in het noorden van India beïnvloed, zoals het Hindi, Urdu, Bengaals, Marathi, Kasjmiri, Punjabi, Nepalees en de zigeunertaal.
De eerste betekenis van Sanskriet is die van oudste overgeleverd Indo-Arisch, de moedertaal waaruit een groot aantal dialecten is voortgekomen; een zustertaal is het Oud-Iraans (Avestisch, Oud-Perzisch), waarvan het zich nauwelijks onderscheidt. Volgens de Arische invasietheorie werd het zogeheten vedisch Sanskriet, de voorloper van het Vedisch, vanaf ongeveer 5000 v.Chr. gesproken in Aryavarta (Groter-India: Zuid- en Centraal-Azië). Door de migratie van Arische stammen naar Perzië, Mesopotamië en Anatolië werd de taal ook meegenomen. Met zekerheid is vastgesteld dat een vorm van Indo-Arisch werd gesproken in de 14e eeuw v.Chr. dankzij Indo-Arische woorden in documenten die in het gebied van de Hittieten zijn teruggevonden, opgesteld in hun eigen Indo-Europese taal, het Hittitisch. Een zo'n document is een handboek over het trainen van paarden van ene Kikkuli uit het land der Mitanniërs.)

### Vedisch Sanskriet

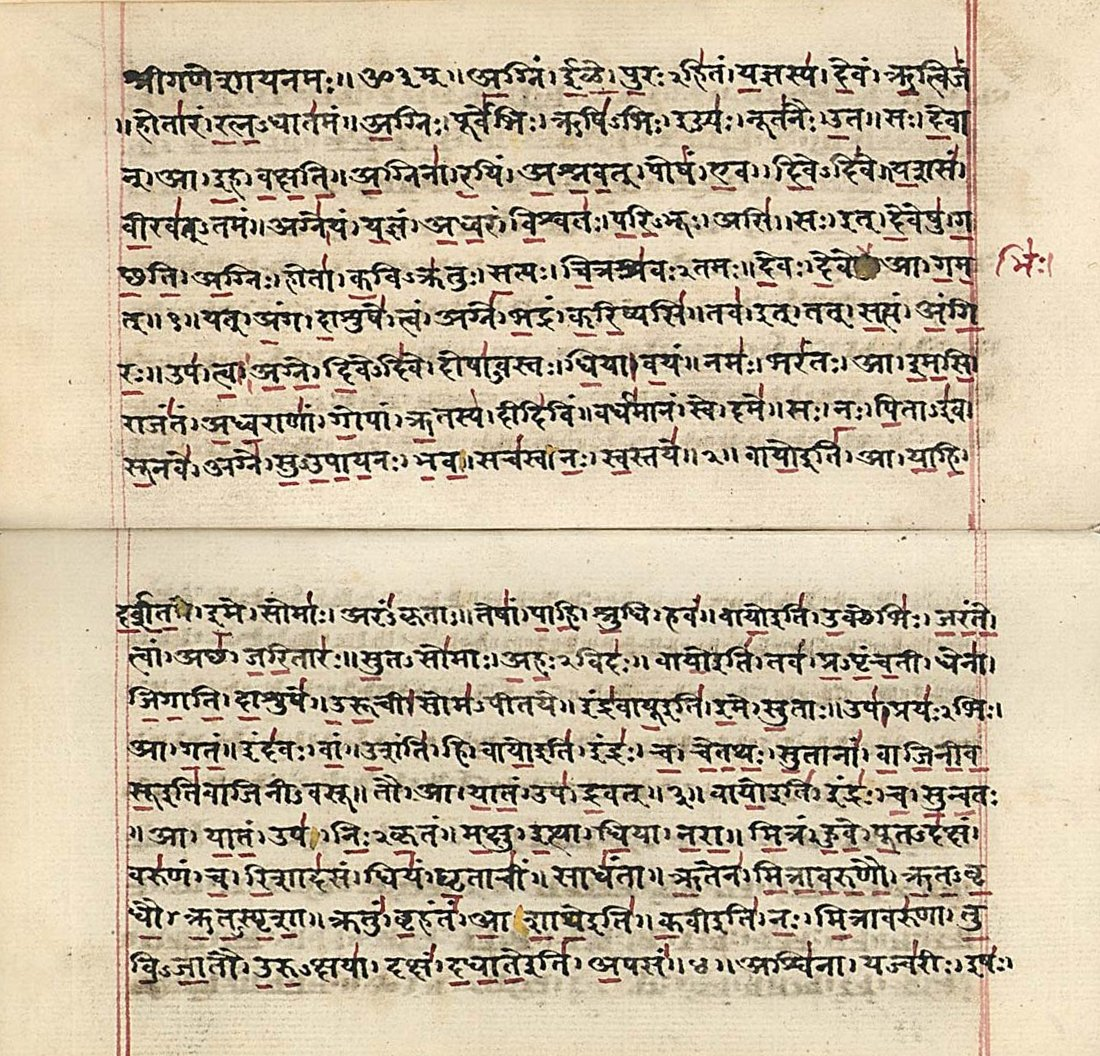
Rigveda-manuscript geschreven in het Devanagarischrift

De oudste vorm van Sanskriet waarvan op meer tastbare wijze wordt getuigd, heet het Vedisch. Het is de taal waarin de Veda's zijn opgesteld, waaronder de R̥g Veda of 'Veda der hymnen (r̥g-)', het meest antieke geheel van teksten. Het blijft echter moeilijk de Rig Veda zelf te dateren en dus ook het historische begin van de vedische taal. Deze antieke hymnen werden immers vooral gereciteerd en van buiten geleerd (zelfs tot op vandaag), en het optekenen gebeurde pas relatief laat. Hun samenstelling is bovendien over verscheidene eeuwen gespreid. Volgens sommigen gaan de oudste teksten terug tot vóór het 2e millennium v.Chr., volgens anderen is dit een mythe.

### Klassiek Sanskriet
Het vedisch Sanskriet, waarin de vier Veda's zijn opgesteld, verschilt van het klassiek Sanskriet ongeveer in dezelfde mate als waarin het homerisch Grieks verschilt van het klassieke Grieks. Een late vorm van het reeds geëvolueerd (bijvoorbeeld het verdwijnen van de conjunctief) vedisch Sanskriet leidde tot het preklassiek Sanskriet. Dit wordt gebruikt rond de 5e eeuw v.Chr. of van de 4e eeuw v.Chr. Dit is het Sanskriet dat Panini, de oudste bekende grammaticus uit de oudheid, fonologisch en grammaticaal beschreef in zijn Ashtadhyayi. Hierin stelde hij de taalregels en formules die hij eigen aan de vedische hymnen beschouwde en standaardiseerde daarmee de taal.
Uit de 3e eeuw v.Chr. dateren de eerste teksten van Prakrits (ordinaire talen), onder meer de inscripties van Ashoka. De talen die hiermee aangeduid worden, komen overeen met minder nobele dialecten, dat wil zeggen gevulgariseerde talen voor dagelijks gebruik, die zich snel van elkaar afscheiden en leiden tot de veelheid aan Indo-Arische talen die nu in het Indiaas subcontinent voorkomen. Deze komen alle uit het originele oude Indo-Arisch, maar kennen verschillende ontwikkeling en gebruiksdoelen. Uit dergelijke prakrits stammen onder meer moderne talen als Hindi, Punjabi of Bengaals. Deze talen zijn vulgair in de zin van het vulgair Latijn, dat wil zeggen ze worden door het volk gesproken. Het duurt dan ook tot de 19e eeuw voordat de literatuur in moderne taal die in het Sanskriet gaat overvleugelen.
In zijn Mahābhāṣya, waarin Patanjali in de 2e eeuw v.Chr. zijn commentaar op de grammatica van Paṇini formuleerde, doken de eerste kritieken op. De commentator bewees dat het Sanskriet nog een levende taal is, maar dat de dialectische vormen deze konden ontwrichten. Het bestaan van de prakrits werd dus erkend en het gebruik van de dialectvormen afgekeurd. Het besef van een grammaticale norm drong sterker door en vanaf dan bevestigde het Sanskriet zich in zijn vaste vorm van het klassieke Sanskriet, dat uiteindelijk in de teksten wordt aangeduid met de term saṃskr̥ta, een term die echter niet door Patanjali zelf werd gebruikt. De term volmaakt, perfect bereid, af wordt ook gebruikt in verband met voedsel.
De taal wordt vanaf de christelijke jaartelling niet meer natuurlijk gebruikt; de grammatica is volledig beschreven en evolueert niet meer. Het is een culturele en religieuze taal, zonder rechtstreeks verband met de levende talen, vaak gebruikt als lingua franca en als literaire taal, zelfs door de volkeren die geen oud-Indische taal spreken, zoals de Dravidische taalgebruikers. Dit duurde zo tot rond de 14e eeuw toen de neo-Indische talen die uit de prakrits stammen werkelijk gingen domineren, om ten slotte vanaf de 19e eeuw het Sanskriet te vervangen als literaire taal. Opmerkenswaardig is dat het Tamil, ook een Dravidische taal zonder ontstaansverband met het Sanskriet, eveneens gesterkt door een oude cultuur, al veel eerder in concurrentie was met het Sanskriet, vanaf de eerste eeuwen van de jaartelling. Dit kent leenwoorden uit het Sanskriet.

### De geschiedenis in een notendop
1. Als de voorvader van alle Indo-Arische talen wordt het vedische Sanskriet gezien. Zelfs binnen de Veda's valt een verschil in taal te onderscheiden: de taal van de oudere Rig Veda bevat bijvoorbeeld minder leenwoorden uit Dravidische talen. Alle vedische geschriften werden tijdens het eerste millennium voor Christus mondeling doorgegeven. Het klassiek Sanskriet dat in de klassieke periode van de eerste eeuwen na Christus werd gebruikt, was nooit een echt levende taal, maar ontstond door het op schrift stellen van de vedische geschriften. De taal van de mondelinge overlevering werd zo een onveranderlijk literair idioom.
2. Tegelijkertijd was de spreektaal in het oude India al lang verder geëvolueerd in een veelheid aan regionale talen, de prakrits. Een voorbeeld van een prakrit is het Pali dat tegenwoordig ook een dode taal is, maar als taal van de Pali Canon van groot belang is voor het boeddhisme.
3. Uit de prakrits zijn de moderne levende talen van Noord-India geëvolueerd, zoals het Hindi en het Bengaals.

Op die manier stammen alle moderne Indo-Arische talen af van het Sanskriet.

### Hedendaags gebruik
Sanskriet wordt door sommigen als een dode taal beschouwd, hoewel het een officiële taal is in India. Als sterk verbuigende en archaïserende taal is de studie van het Sanskriet fundamenteel in het kader van de vergelijkende linguïstiek.

De leden van ISKCON, ook wel bekend als de Hare Krishna-beweging, leren de heilige teksten uit de Veda's in het Sanskriet, net als de vele liederen die ze leren zingen. Er wordt namelijk door deze groepering uit geen enkel ander standaardwerk geleerd dan uit wat in het Sanskriet is verschenen. Tijdens bruiloften worden er speciaal brahmana's aangetrokken die gespecialiseerd zijn in het chanten van vedische mantra's, om zo het echtpaar bescherming en voorspoed mee te geven.

## Vedisch en klassiek Sanskriet
Voornaamste verschillen tussen vedisch Sanskriet en klassiek Sanskriet:
- Het vedische Sanskriet had een fricatieve bilabiale stomme [ɸ] (upamādhamīya) en een fricatieve velare stomme [x] (jihvāmūlīya) - gebruikt tot de aangeblazen visarga verscheen voor de stomme labiale en velare consonanten respectievelijk. Beide zijn in het klassieke Sanskriet verloren geraakt.
- Het vedische Sanskriet had een retroflexe approximante laterale [ɭ]? (ळ), die in het klassieke is verloren geraakt.
- Veel parallelle vormen en onregelmatigheden worden door het klassieke Sanskriet genivelleerd.
- Nominale en pronominale verbuiging meer ontwikkeld in het vedische Sanskriet.
- Meer vormen van deelwoorden en gerundia.
- Frequent gebruik van een conjunctief, niet bestaand in het klassieke.
- Twaalf infinitiefvormen, tegen slechts 1 in het klassieke Sanskriet.
- Een van toonhoogte afwisselend muzikaal accent (udātta) (kan enkel gehoord worden in traditioneel vedische chanten).
- Minder strenge sandhiregels.
- Het klassieke Sanskriet heeft ook leenwoorden uit de Dravidische talen.

## Schrift
Het Sanskriet is vele eeuwen en mogelijk zelfs enkele millennia enkel mondeling overgeleverd, hoewel hiervoor geen wetenschappelijk bewijs is. Het Sanskriet werd voor het eerst opgeschreven in de 1e eeuw v.Chr., met het Brahmischrift. Het Brahmischrift leidde tot vele anderen schriften, die gezamenlijk de Brahmische schriften worden genoemd, en worden tot op vandaag nog gebruikt; ook om andere talen weer te geven.

### Devanagari
Het Devanagari -schrift is sinds de 18e eeuw in gebruik. Devanāgarī betekent godenstad. Dit schrift, dat ook door sommige moderne Indiase talen, onder andere het Hindi, wordt gebruikt, heeft 56 lettertekens, die kunnen worden gerangschikt in functie van het gebruik van de spraakorganen: keel — achterkant gehemelte — voorzijde gehemelte —tanden — lippen.

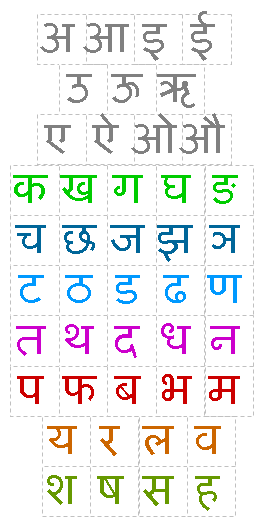
De basistekens in het Devanagari.

Panini zette de vocalen (in transliteratie: a ā i ī u ū ṛ ṝ ḷ ḹ e ai o au) vooraan, (in de afbeelding rechts bovenaan in het grijs); dan komen - volgens hun articuleringsplaats - van achteraan de mondholte naar voor de consonantenrijen (in de afbeelding gekleurd):
1. Gutturalen (Kanthya, कण्ठय, kaṇṭhya), (groen:ka, kha, ga, gha, ṅa)
2. Palatalen (Talavya, तालव्य, tālavya), (indigo: ca, cha, ja, jha, ñ)
3. Cerebralen (Murdhanya, मूर्धन्य, mūrdhanya), (blauw: ṭa, ṭha, ḍa, ḍha, ṇa)
4. Dentalen (Dantya, ढन्त्य, dantya), (paars: ta, tha, da, dha, na)
5. Labialen (Oshthya, ओष्ठ्य, oṣṭhya). (rood: pa, pha, ba, bha, ma)

Aan het einde van de lijst staan (onderaan):
- Halfklinkers (ya, ra, la, va) (oranje)
- Sibilanten of sisklanken (śa, ṣa, sa) (grijsgroen)
- Huigklank (ha) (grijsgroen na de derde 's'; helemaal rechtsonder)

Deze systematiek met inachtneming van de precieze klanken uit het Sanskriet werd ooit in oudere Indiase schriften ontwikkeld, zoals het Brahmi-schrift.
Een aantal andere in India gebruikte schriften, zoals dat van het Bengali en het Gujarati, zijn verwant aan het Devanāgarī. Deze zijn ook uit het Brahmischrift ontstaan.

### Transliteratie
Omdat het Sanskriet zo'n 50 grafemen kent (het Nederlands heeft er slechts 36), moeten er een aantal in transliteratie worden omgezet door ofwel een combinatie van twee Nederlandse letters, ofwel extra diakritische tekentjes te gebruiken. Accenten, puntjes en platte streepjes zijn er daar enkele van. Het weglaten van dergelijke tekens of dubbele letters zou in feite informatieverlies betekenen en kan leiden tot foutieve vertaling.
In het Sanskriet Devanāgarī gaat per definitie de articulatie van iedere medeklinker met een korte a-klank gepaard, tenzij er onderaan een schuin streepje staat ten teken dat de medeklinker onmiddellijk op een volgende aansluit. Die a-klank klinkt niet als de Nederlandse a maar als een sjwa (zoals bijvoorbeeld in de). Wanneer een volle a-klank (ā in transliteratie) zoals in het Nederlands wordt gebruikt, volgt in het Devanāgarī een verticale dwarsstreep op het medeklinkerteken.
Deze transliteratie is internationaal geldig en overstijgt dus de spelling in nationale woordenboeken zoals Van Dale, waarvan de auteurs niet zo sterk vertrouwd zijn met de finesses van het Sanskriet. De juiste spelling is namelijk van zeker belang, niet alleen om de juiste uitspraak aan te geven, omdat woorden anders in feite onjuist gaan klinken, maar vooral omdat men ze eventueel verkeerd zou vertalen, zoals wel vaker gebeurd is. Eenzelfde woord met een korte of een lange a of met een bh in plaats van een b heeft meestal ook wel een heel andere betekenis in het uitermate systematisch opgebouwde Sanskriet.

## Klanken
Het Devanāgarī-alfabet kent bijna tweemaal zoveel letters als het Nederlands. Dit komt door de veelheid van klanken in de taal: elke medeklinker bestaat niet enkel stemhebbend en stemloos, zoals bij ons (bijvoorbeeld /d/ naast /t/), maar elk van deze versies heeft ook nog een geaspireerde en een niet-geaspireerde vorm (/dh/ en /th/).
De geaspireerde klank heet mahaprana, of met grote adem. De niet-geaspireerde tegenhanger wordt alpaprana genoemd, of met kleine adem.
Consonanten van het Sanskriet volgens Panini:
|                         | Labiaal | Dentaal | Retroflex | Palataal | Velair |
| ----------------------- | ------- | ------- | --------- | -------- | ------ |
| Plofklank onaangeblazen | p b     | t d     | ʈ ɖ       | c j      | k g    |
| Plofklank aangeblazen   | ph bh   | th dh   | ʈ h ɖ h   | ch jh    | kh gh  |
| Wrijfklank              |         | s       | ʂ         | ś        | h      |
| Semi-vocaal en liquide  | v       | l       | r         | j        |        |
| Neusklank               | m       | n       | ɳ         | ɲ        | ŋ      |

## Taalverwantschap
Het Sanskriet is de oudste levende Indo-Europese taal. Grammaticaal gezien heeft Sanskriet veel overeenkomsten met de Romaanse talen en het Grieks, maar qua woordenschat heeft het meer overeenkomsten met de Germaanse talen.
Vanuit grammaticaal en etymologisch standpunt gezien, is de taal van groot belang als studie-object. In de achttiende eeuw was het de bestudering van het Sanskriet die de Westerse taalgeleerden (met name de Britse rechter William Jones) op het spoor bracht van wijdverbreide taalverwantschappen — binnen wat nu de Indo-Europese taalfamilie wordt genoemd. In de negentiende eeuw heeft de taalwetenschap juist daardoor een geheel nieuwe wending genomen; de invloed van Panini's benadering was essentieel.

## Werken en functie

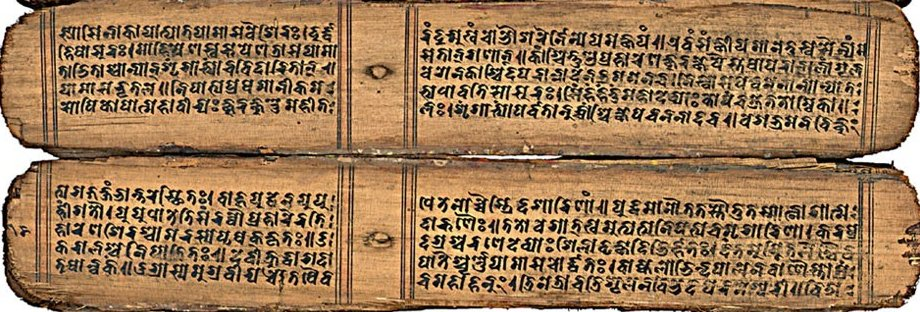
Devimahatmya manuscript op palmbladeren, in een vroeg Bhujimol schrift, Bihar of Nepal, 11e eeuw

Naast de Bhagavad gītā, de Upanishads en de Srīmad bhāgavatam zijn er twee grote epen in het Sanskriet geschreven: de Mahābhārata en de Rāmāyana.
Ook bestaat er toneelwerk, religieuze commentaren, moraliserende fabels en lyriek. De Pañcatantra en de Hitopadesha kaderen dierenfabels binnen een raamvertelling. Jean de La Fontaine ontleende zijn verhalen uitdrukkelijk aan de Perzische literatuur, die zelf terugging op de Indiase fabels.
Tot in de 20e eeuw was het Sanskriet de taal van de brahmanen (de geestelijkheid) en van de geleerden. Het vervulde daarmee een functie vergelijkbaar met die van het Latijn in de Europese middeleeuwen.

## Brede belangstelling
Vanwege de groeiende invloed van de godsdiensten en wetenschappen uit India in de westerse wereld, (yoga, vedanta en dergelijke) gaan steeds meer mensen in het westen tegenwoordig Sanskriet leren.

## Media
- Sudharma is een dagblad in Sanskriet, uitgegeven in Mysore in de Indiase deelstaat Karnataka.